# Alberto Calderón
Alberto Pedro Calderón (* 14. September 1920 in Mendoza in Argentinien; † 16. April 1998 in Chicago) war ein argentinischer Mathematiker, der sich mit Analysis beschäftigte. Er ist bekannt für seine Theorie singulärer Integralgleichungen.

## Leben
Calderón ging in der Schweiz und in Mendoza zur Schule, studierte Elektrotechnik in Buenos Aires (Abschluss 1947) und danach Mathematik. 1948 besuchte Antoni Zygmund, Professor in Chicago und ein führender Experte für harmonische Analyse, Buenos Aires und wurde auf Calderón aufmerksam. 1950 wurde Calderón bei Zygmund in Chicago (wo er mit einem Rockefeller-Stipendium war) mit einer Arbeit über harmonische Analyse und Ergodentheorie promoviert. Danach war er von 1950 bis 1953 Associate Professor an der Ohio State University und von 1953 bis 1955 am Institute for Advanced Study. Nach einer Zeit von 1955 bis 1959 als Associate Professor am Massachusetts Institute of Technology (MIT) wurde er 1959 Professor an der Universität Chicago, wo er bis zu seiner Emeritierung 1985 blieb, von einer Zeit als Professor am MIT (1972–1975) und Gastaufenthalten in Argentinien abgesehen. Von 1970 bis 1972 war er Vorsitzender der mathematischen Fakultät in Chicago.
Calderón arbeitete an singulären Integraloperatoren. Man nennt dies auch die Calderón-Zygmund-Theorie, beziehungsweise spricht auch von der Calderón-Zygmund-Schule der harmonischen Analysis. Wichtige Elemente dieser Theorie sind das Lemma von Calderón-Zygmund und Calderón-Zygmund-Operatoren. Weiterhin arbeitete er an partiellen Differentialgleichungen und ihrer Verbindungen zur harmonischen Analysis (Fourieranalyse). Eine seiner bedeutendsten Arbeiten (zitiert bei der Verleihung des Steele-Preises) betraf die Eindeutigkeit der Lösung des Cauchy-Problems 1958. Er selbst schrieb keine Lehrbücher, auch nicht über sein Hauptarbeitsfeld (dafür andere Mitglieder der Chicago-Schule von Zygmund wie Elias Stein).
1978 erhielt er den Bôcher Memorial Prize, 1989 den Wolf Prize und den Leroy P. Steele Prize und 1991 die National Medal of Science. 1989 erhielt er den argentinischen Consagración Nacional-Preis. Er war Mitglied der National Academy of Sciences (seit 1968) und der American Academy of Arts and Sciences (seit 1958). Er war auch Mitglied der französischen, argentinischen und lateinamerikanischen (Sitz Venezuela) Akademien der Wissenschaften. Seit 1975 hatte er eine Ehrenprofessur in Buenos Aires. 1978 hielt er einen Plenarvortrag auf dem ICM in Helsinki (Commutators, Singular Integrals on Lipschitz Curves and Applications) und 1966 war er Invited Speaker auf dem ICM in Moskau (Algebras of singular integral operators).
Er war zweimal verheiratet und hatte zwei Kinder aus erster Ehe. Seine erste Frau, mit der er seit 1950 verheiratet war, starb 1985, und Calderón heiratete 1989 die Mathematikerin Alexandra Bellow.